# Illuminations (album của Josh Groban)
Illuminations là album phòng thu thứ năm của nam ca sĩ kiêm người viết bài hát người Mỹ Josh Groban, được sản xuất bởi Rick Rubin. Tương tự như các album trước đó của anh, Illuminations gồm những bài hát được thể hiện ở nhiều ngôn ngữ, trong đó có ca khúc tiếng Bồ Đào Nha đầu tiên của Groban mà anh đồng sáng tác với Lester Mendez và Carlinhos Brown, "Você Existe Em Mim". Album được phát hành vào ngày 15 tháng 11 năm 2010.

## Thông tin album
Tựa đề chính thức và ảnh bìa cho Illuminations được tiết lộ vào tháng 9 năm 2010. Ngoài bản phát hành thông thường, một phiên bản đặc biệt của album dành riêng cho người hâm mộ có thể mua được trên trang web chính thức của Groban. Phiên bản này bao gồm đĩa CD gốc, một đĩa DVD "hậu trường thực hiện album", một sách ảnh màu dày 48 trang có chứa lời bài hát và hình ảnh, và hai bài hát thêm được phát hành ở định dạng kỹ thuật số.
Đĩa đơn đầu tiên từ album, "Hidden Away", được phát hành vào ngày 13 tháng 9 năm 2010, và cũng có sẵn để tải xuống miễn phí trên trang web chính thức và trang Facebook cá nhân của Groban từ ngày 8 đến ngày 13 tháng 9. Trong quá trình tiến tới ngày phát hành album, iTunes đã phát hành từng bài hát trong album để người sử dụng có thể tải xuống, bắt đầu từ ngày 12 tháng 10 với việc phát hành ca khúc tiếng Bồ Đào Nha của album, "Você Existe Em Mim". Bài hát thứ ba từ album, "Higher Window", được phát hành vào ngày 25 tháng 10. Ca khúc thứ tư và cũng là cuối cùng từ album, "L'Ora Dell'Addio", được phát hành vào ngày 9 tháng 11.
Kể từ ngày 12 tháng 5 năm 2011, Groban khởi động chuyến lưu diễn trên toàn cầu với tên gọi Straight to You Tour để quảng bá cho album.

## Tiếp nhận

### Tiếp nhận phê bình
| Đánh giá chuyên môn  | Đánh giá chuyên môn |
| Điểm trung bình      | Điểm trung bình     |
| Nguồn                | Đánh giá            |
| -------------------- | ------------------- |
| Metacritic           | 79/100              |
| Nguồn đánh giá       |                     |
| Nguồn                | Đánh giá            |
| Allmusic             | [ 8 ]               |
| BBC Music            | positive            |
| The Boston Globe     | positive            |
| Entertainment Weekly | (B+)                |

Sau khi phát hành, Illuminations nhận được đa số những đánh giá tích cực từ các nhà phê bình âm nhạc.

### Diễn biến thương mại
Album ra mắt ở vị trí thứ 4 trên bảng xếp hạng Billboard 200 với 190.000 bản bán được trong tuần đầu phát hành, và được RIAA  chứng nhận Bạch kim cho doanh số nhập hàng vượt một triệu bản. Tính đến năm 2012, album đã bán được 800.000 bản tại Hoa Kỳ. Tại Canada, album cũng ra mắt ở vị trí thứ 4 trên bảng xếp hạng Canadian Albums Chart và được chứng nhận Bạch kim với doanh số nhập hàng vượt mức 80.000 bản.

## Danh sách bài hát
Danh sách bài hát dưới đây là danh sách bài của phiên bản thường:
| STT              | Nhan đề                                                    | Sáng tác                                     | Thời lượng |
| ---------------- | ---------------------------------------------------------- | -------------------------------------------- | ---------- |
| 1.               | "The Wandering Kind (Prelude)"                             | Josh Groban                                  | 2:28       |
| 2.               | "Bells of New York City"                                   | Groban, Dan Wilson                           | 3:50       |
| 3.               | "Galileo (Someone Like You)"                               | Declan O'Rourke, Seamus Cotter               | 3:22       |
| 4.               | "L'Ora Dell'Addio (Farewell Time)"                         | Groban, Walter Afanasieff, Marco Marinangeli | 3:28       |
| 5.               | "Hidden Away"                                              | Groban, Wilson                               | 3:56       |
| 6.               | "Au Jardin des Sans-Pourquoi" (The Garden Without "Whys")" | Groban, Rufus Wainwright, Kate McGarrigle    | 3:32       |
| 7.               | "Higher Window"                                            | Groban, Wilson, Thomas Salter                | 4:37       |
| 8.               | "If I Walk Away"                                           | Groban, Wilson                               | 3:52       |
| 9.               | "Love Only Knows"                                          | Groban, Wilson                               | 4:44       |
| 10.              | "Você Existe Em Mim"                                       | Groban, Lester Mendes, Carlinhos Brown       | 5:07       |
| 11.              | "War at Home"                                              | Groban, Wilson                               | 4:45       |
| 12.              | "London Hymn"                                              | Groban, Marius de Vries                      | 1:57       |
| 13.              | "Straight to You"                                          | Nick Cave                                    | 4:10       |
| Tổng thời lượng: | Tổng thời lượng:                                           | Tổng thời lượng:                             | 51:21      |

| Bài hát thêm cho phiên bản cao cấp phát hành trên iTunes | Bài hát thêm cho phiên bản cao cấp phát hành trên iTunes     | Bài hát thêm cho phiên bản cao cấp phát hành trên iTunes | Bài hát thêm cho phiên bản cao cấp phát hành trên iTunes |
| STT                                                      | Nhan đề                                                      | Sáng tác                                                 | Thời lượng                                               |
| -------------------------------------------------------- | ------------------------------------------------------------ | -------------------------------------------------------- | -------------------------------------------------------- |
| 14.                                                      | "Feels Like Home"                                            | Randy Newman                                             |                                                          |
| 15.                                                      | "Hidden Away" (Bản phối cho các đài phát thanh) (Video thêm) |                                                          |                                                          |

| Bài hát thêm cho phiên bản của chuyến lưu diễn tại Nam Phi | Bài hát thêm cho phiên bản của chuyến lưu diễn tại Nam Phi | Bài hát thêm cho phiên bản của chuyến lưu diễn tại Nam Phi | Bài hát thêm cho phiên bản của chuyến lưu diễn tại Nam Phi |
| STT                                                        | Nhan đề                                                    | Sáng tác                                                   | Thời lượng                                                 |
| ---------------------------------------------------------- | ---------------------------------------------------------- | ---------------------------------------------------------- | ---------------------------------------------------------- |
| 14.                                                        | "Feels Like Home"                                          | Randy Newman                                               |                                                            |

| Bài hát thêm cho phiên bản độc quyền dành cho người hâm mộ và phiên bản phát hành tại Nhật Bản | Bài hát thêm cho phiên bản độc quyền dành cho người hâm mộ và phiên bản phát hành tại Nhật Bản | Bài hát thêm cho phiên bản độc quyền dành cho người hâm mộ và phiên bản phát hành tại Nhật Bản |
| STT                                                                                            | Nhan đề                                                                                        | Thời lượng                                                                                     |
| ---------------------------------------------------------------------------------------------- | ---------------------------------------------------------------------------------------------- | ---------------------------------------------------------------------------------------------- |
| 14.                                                                                            | "They Won't Go When I Go"                                                                      |                                                                                                |
| 15.                                                                                            | "Le Cose Che Sei Per Me"                                                                       |                                                                                                |

- Dàn nhạc và Dàn hợp xướng được sắp xếp và chỉ đạo bởi David Campbell

## Xếp hạng và chứng nhận
| Bảng xếp hạng (2010)      | Vị trí cao nhất |
| ------------------------- | --------------- |
| Australian Albums Chart   | 21              |
| Canadian Albums Chart     | 4               |
| European Top 100 Albums   | 33              |
| Hà Lan                    | 10              |
| Mexican Albums Chart      | 99              |
| Thụy Điển                 | 31              |
| UK Albums Chart           | 30              |
| US Billboard 200          | 4               |
| US Top Digital Albums     | 9               |
| US Top Tastemakers Albums | 13              |

| Bảng xếp hạng (2011)  | Vị trí |
| --------------------- | ------ |
| Canadian Albums Chart | 20     |
| Canadian Albums Chart | 24     |

| Quốc gia                                                                           | Chứng nhận | Số đơn vị/doanh số chứng nhận |
| ---------------------------------------------------------------------------------- | ---------- | ----------------------------- |
| Canada (Music Canada)                                                              | Bạch kim   | 80.000^                       |
| Ireland (IRMA)                                                                     | Vàng       | 7.500^                        |
| New Zealand (RMNZ)                                                                 | Vàng       | 7.500^                        |
| Anh Quốc (BPI)                                                                     | Bạc        | 60.000^                       |
| Hoa Kỳ (RIAA)                                                                      | Bạch kim   | 1.000.000^                    |
| * Chứng nhận dựa theo doanh số tiêu thụ. ^ Chứng nhận dựa theo doanh số nhập hàng. |            |                               |